# Yann Queffélec
Pour les articles homonymes, voir Queffélec.
Yann Queffélec, de son vrai prénom Jean-Marie Queffélec, né à Paris le 4 septembre 1949, est un écrivain et marin français.

## Biographie
Il est le fils de l'écrivain Henri Queffélec (à qui il dédiera son livre L'Homme de ma vie en 2015), le frère de la pianiste Anne Queffélec et du mathématicien Hervé Queffélec. Il a été marié à la pianiste Brigitte Engerer avec laquelle il a eu une fille, Léonore (1985). Il est l'oncle du pianiste Gaspard Dehaene.
Tout en résidant à Paris, il a gardé de fortes attaches en Bretagne notamment à l’Aber-Ildut.

### Marin
Amoureux de la mer et de sa Bretagne, il est stagiaire dès 1962 puis moniteur à la célèbre école de voile Jeunesse et Marine et peut naviguer avec Éric Tabarly.
« École de la mer, Jeunesse et Marine est aussi l’école de la liberté maîtrisée, donc l’école de soi. Qu’apprend-on, sans même y penser ? À se voir moins petit, à se vouloir moins frimeur. À conjurer la tendance naturelle à méjuger autrui comme à se méjuger. » 
C'est avec ces mots qu'il préface le livre Jeunesse et Marine, École de Mer, École de Vie. Il évoque d'ailleurs cette école de voile — école de mer à laquelle il est très attaché — dans la biographie qu'il a consacrée à Éric Tabarly.

### Écrivain
Il n'entame véritablement sa carrière d'écrivain qu'en publiant, à 32 ans, une biographie de Béla Bartók. Quatre ans plus tard, il reçoit le prix Goncourt pour son roman Les Noces barbares. Auteur de nombreux romans et d'un recueil de poèmes, il y décrit des personnages passionnés en mal d'amour.
Il écrit aussi des paroles de chansons, notamment Né pour vivre et La Ville ainsi soit-il et toutes les chansons de l'album éponyme pour Pierre Bachelet.
En 1998, il anime sur Internet la création d'un roman interactif Trente jours à tuer, en collaboration avec France Loisirs et Atos.

### Audiovisuel
Il a été chroniqueur pour l'émission de France 2 : Pourquoi les manchots n'ont-ils pas froid aux pieds ?.
Il fait une brève apparition dans l'adaptation par Patrick Poivre d'Arvor pour la télévision du roman Mon frère Yves de Pierre Loti.
Il coécrit, avec Géraldine Danon, le scénario d'une biographie filmée de Florence Arthaud. Le film Flo est présenté au festival de Cannes 2023 puis en novembre 2023 en salles.

## Œuvres
- Béla Bartók (1981)
- Le Charme noir (1983)
- Les Noces barbares (prix Goncourt 1985)
- La Femme sous l'horizon (1988)
- Le Maître des chimères (1990)
- Prends garde au loup (1992)
- Noir animal ou La Menace (1993)
- Disparue dans la nuit (1994)

Prix Relay 1994
- Le soleil se lève à l'ouest (1994)
- La Boîte à joujoux (1994), lu par Sophie Marceau pour accompagner La Boîte à joujoux de Claude Debussy, sous la direction de Kent Nagano
- Et la Force d'aimer (1996)
- Happy birthday Sara (1998)
- Osmose (2000)
- Boris après l'amour (2002)

prix Breizh 2003
- Vert cruel (2003)
- La Dégustation (2003)
- Moi et toi (2004)
- Les Affamés (2004)
- Les Soleils de la nuit (2004)
- Ma première femme (2005)
- L'Amante (2006)
- Mineure (2006)
- Le plus heureux des hommes (2007, Fayard)  (ISBN 2213627665)
- L’amour est fou (2007)
- Passions criminelles (2008), coécrit avec Mireille Dumas
- Barbaque (2008)[6]
- Tabarly (2008, Fayard l'Archipel)
- Adieu Bugaled Breizh (2009)
- La Puissance des corps (2009)
- Le Piano de ma mère (2009)
- Les Sables du Jubaland (2010)
- Les Oubliés du vent (2010), recueil de nouvelles.
- Dominic Bourgeois et Luc Le Vaillant (préf. Yann Queffélec, photogr. Yvan Zedda), Le Monde en 48 jours... : Ou l'extraordinaire aventure de Franck Cammas, Rennes, Éditions Mer & Découverte, 29 septembre 2010, 176 p. (ISBN 978-2-9534078-3-9)
- Beau parleur (2012)
- Dictionnaire amoureux de la Bretagne (2013)
- La Traversée du Petit Poucet (2013)
- Chaque jour est une fin (2014)
- Désirable (2014)
- L’Homme de ma vie, éditions Paulsen, (2015)
- Dictionnaire amoureux de la mer, Paris, Plon, coll. « Dictionnaire amoureux », 2018, br., (454 p.) 672, 13 × 20 cm (ISBN 225926526X, 2259243355, 9782259243353 et 9782259265263, présentation en ligne, lire en ligne)
- Naissance d’un Goncourt, Paris, Calmann-Lévy, (2018)
- Demain est une autre nuit, Paris, Calmann-Lévy, (2019)
- La Mer et au-delà, Paris, Calmann-Lévy, (2020),
- D'où vient l'amour, Paris, Calmann-Lévy, (2022)
- Suite armoricaine (avec Henri Queffelec), Paris, Le Cherche Midi, (2023)

## Distinctions
En juillet 2009, Yann Queffélec est nommé au grade d'officier dans l'ordre des Arts et des Lettres en tant que « Écrivain ».